# Папахділма
Папахділма або Павахтелмах (д/н— 1670-ті роки до н. е.) — останній великий цар (руба'ум рабі'ум) Раннього хеттського царства.

## Життєпис
Походження Папахділми є дискусійним. Частина вчених висуває гіпотезу, що він міг бути сином Кантуціллі, який свого часу боровся з Тудхалією I. Також є версія, що Папахділма походив з Анкуми й відповідно був нащадком раніше поваленого царя Зуззу. деякі дослідники поєднують дві останні версії в одну: Папахділма був сином Кантуціллі. онука або сина Зуззу. Втім більшість дослідників розглядає Папахділма як сина царя Пухасуми.
Наприкінці правління Пухасуми виникла династична криза, внаслідок бажання останнього передати трон зятеві Лабарні. Проти цього виступив Папахділма, якого підтримала військова знать. В результаті напевне Пухасулму було повалено. Втім Папахділма ймовірно панував нетривалий час, оскільки його було повалено Лабарною. Вчені вважають, що уся ця боротьба мала надзвичайно запеклий характер — з битвами і облогами.